# 小行星9236
小行星9236（英語：9236 Obermair）是一颗围绕太阳公转的小行星。1997年3月12日，E. Meyer在Linz发现了此天体。
这颗小行星的绝对星等为41.48980等。